# Seamus Dever
Seamus Dever (Flint, 27 de julho de 1976) é um ator americano, mais conhecido pelo seu papel na série da ABC Castle como o detetive Kevin Ryan e por interpretar o demônio Trigon na série da DC Comics Titans. 

## Biografia
Seamus nasceu em Flint, Michigan e com seis anos mudou-se para Bullhead City, Arizona. O seu pai era professor de teatro o que levou Seamus a seguir uma carreira em atuação.
Ele era o orador oficial da Bullhead City Mohave High School e mais tarde recebeu um bacharelado em teatro, em apenas três anos, na Northern Arizona University. Dever foi aceito no programa de pós-graduação na prestigiada Universidade de Carnegie-Mellon University e The Art Theatre Moscow detendo MFAs em atuação, sendo a pessoa mais jovem a conseguir o seu mestrado.

## Vida Pessoal
Seamus é membro da Actors Studio, e, é casado desde 27 de maio de 2006, com a atriz Juliana Dever que também interpreta a sua esposa, Jenny Ryan, em Castle. Ele e sua esposa Juliana residem em Los Angeles, com seus dois cães de resgate e são ativistas em direitos dos animais, causas ambientais e ambos são vegetarianos.

## Filmografia

### Filmes
| Ano  | Título                     | Papel          | Notas                     |
| ---- | -------------------------- | -------------- | ------------------------- |
| 2001 | Shooting LA                | Colin          |                           |
| 2002 | Outside the Law            | Rick Michell   |                           |
| 2002 | Monkey Love                | Aaron Miles    | Credito como Séamus Dever |
| 2006 | Hollywoodland              | Phillip        |                           |
| 2008 | The Essence of Depp        | Dylan          |                           |
| 2008 | Affairs in Order           | Cyrus          |                           |
| 2009 | Ready or Not               | Marc           |                           |
| 2014 | Sequestered                | Obama          | Curta metragem            |
| 2015 | The Extraordinary Farewell | H. Henry Locke | Filme                     |
| 2023 | Invitation to a Murder     | Lawrence Kane  |                           |

### Televisão
| Year      | Title                                   | Role                   | Notes |
| --------- | --------------------------------------- | ---------------------- | --- |
| 1999      | Pensacola: Wings of Gold                | Lewis                  | 1 episódio: "Behind Enemy Lines"                                                                           |
| 2001      | She's No Angel                          | Cricket                | Filme de televisão                                                                                         |
| 2001      | Undressed                               | Randy                  | 1 episódio: "Episode #4.1"                                                                                 |
| 2001      | Crossing Jordan                         | Tom Murch              | 1 episódio: "Believers"                                                                                    |
| 2003      | Without a Trace                         | Ronald Phelps          | 1 episódio: "Moving On"                                                                                    |
| 2004      | Cold Case                               | Hank Dempsey           | 1 episódio: "The House"                                                                                    |
| 2005      | Mystery Woman: Snapshot                 | Billy                  | Filme de televisão                                                                                         |
| 2005      | JAG                                     | Caden Duran            | 1 episódio: "San Diego"                                                                                    |
| 2005      | Charmed                                 | Mitchell Haines        | 1 episódio: "Freaky Phoebe"                                                                                |
| 2005      | McBride: The Doctor Is Out...Really Out | Allan                  | Filme de televisão                                                                                         |
| 2005      | Threshold                               | Agent Detoro           | 2 episódios: "Trees Made of Glass: Part 2", "Blood of the Children"                                        |
| 2005      | CSI: Crime Scene Investigation          | Adam Gilford           | 1 episódio: "Bite Me"                                                                                      |
| 2006      | CSI: NY                                 | Charles Cooper         | 1 episódio: "Live or Let Die"                                                                              |
| 2006      | NCIS                                    | Graham Thomas          | 1 episódio: "Singled Out"                                                                                  |
| 2007      | Close to Home                           | Justin Matthews        | 1 episódio: "Making Amends"                                                                                |
| 2007      | CSI: Miami                              | Paul Billings          | 1 episódio: "Kill Switch"                                                                                  |
| 2008      | General Hospital                        | Dr. Ian Devlin         | 45 episódios                                                                                               |
| 2008      | Mad Men                                 | Chuck                  | 1 episódio: "For Those Who Think Young"                                                                    |
| 2008      | Army Wives                              | Dr. Chris Ferlinghetti | 7 episódios                                                                                                |
| 2008      | Ghost Whisperer                         | Rich Henderson         | 1 episódio: "Save Our Souls"                                                                               |
| 2008      | CSI: Crime Scene Investigation          | Drew Rich              | 1 episódio: "Young Man with a Horn"                                                                        |
| 2009      | Drop Dead Diva                          | Tyler Mack             | 1 episódio: "The Dress"                                                                                    |
| 2009–2016 | Castle                                  | Detetive Kevin Ryan    | Elenco principal 173 episódios Indicado – People's Choice Award for Favorite TV Bromance (com Jon Huertas) |
| 2010      | Dark Blue                               | Nick Perry             | 2 episódio: "Dead Flowers", "Personal Effects"                                                             |
| 2012      | Chelsea Lately                          | Kevin Ryan em Castle   | 1 episódio: "Episode 6.187 (Ele interpreta seu personagem de Castle)"                                      |
| 2014      | The Chase                               | Ele mesmo              | 1 episódio: "Starry Eyed: Celebrity Episode"                                                               |
| 2018      | Legion                                  | Don Eichman            | 1 episódio: "Chapter 14"                                                                                   |
| 2018      | Take Two                                | Todd Garlin            | 1 episódio: "Death Becomes Him"                                                                            |
| 2018–2019 | Titans                                  | Trigon                 | Recorrente 3 episódios                                                                                     |
| 2019      | The Rookie                              | Chaz Bachman           | Episódio: "The Bet"                                                                                        |
| 2020      | NCIS: Los Angeles                       | Alexi Gonchgarov       | Episódio: "Russia, Russia, Russia"                                                                         |
| 2023      | True Lies                               | Reed Kessler           | Episódio: "Honest Manipulations"                                                                           |
| 2023      | NCIS: Hawai'i                           | Scott                  | Episódio: "Nightwatch Two"                                                                                 |
| 2024      | Tracker                                 | Max Miller             | Episódio: "Man's Best Friend"                                                                              |
| 2024-     | NCIS                                    | Gabriel LaRoche        | Recorrente 3 episódios                                                                                     |

### Jogos eletrônicos
| Ano  | Título                              | Papel            | Notas                      |
| ---- | ----------------------------------- | ---------------- | -------------------------- |
| 2002 | Soldier of Fortune II: Double Helix | Vozes adicionais |                            |
| 2018 | Far Cry 5                           | John Seed        | Voz e captura de movimento |
| 2024 | Call of Duty: Black Ops 6           | Felix Neumann    |                            |